# Белавин, Иван Николаевич
Иван Николаевич Белавин (1902—1947) — советский хозяйственный, государственный и политический деятель.

## Биография
Родился в 1902 году в деревне Сафроновка (ныне Кореневский район Курской области)[уточнить] в семье безземельного крестьянина.
С 1914 года работник чугунолитейного завода при станции Дружково (ученик, молотобоец, переписчик вагонов). В 1920—1923 годах занят батрачеством, затем до 1925 года работал на производстве. С 1925 года рабочий, затем бригадир Износковского свеклосовхоза (ныне в Льговском районе Курской области).
С 1928 года член ВКП(б). В 1930—1931 годах обучался на курсах агрономов-организаторов в сельскохозяйственном техникуме в Конь-Колодезе (ныне в Воронежской области). По окончании техникума работал в руководстве свекловичных совхозов Иванинского и Льговского районов.
С июня 1935 года управляющий отделением Льговской селекционной станции по выращиванию семян сахарной свёклы. В том же году получил на своём участке рекордный урожай семян (в среднем 30 центнеров с гектара). За это достижение был награждён орденом Трудового Красного Знамени и среди других передовиков труда был удостоен приёма у Сталина.
Стал членом райкома ВКП(б) и райисполкома Льговского района. В 1937 году избран депутатом Верховного Совета СССР от Дмитриевского избирательного округа Курской области. С 1938 года член Курского райкома ВКП(б) и Курского облисполкома, заместитель директора, затем (до 6 марта 1941 года) директор Курского сахсвеклотреста. В марте 1941 года направлен в Шебекинский район (ныне в Белгородской области) на должность первого секретаря райкома ВКП(б).
В начальный период Великой Отечественной войны занимался организацией эвакуационных и оборонных мероприятий, подготовкой партизанского подполья. В период оккупации Шебекина находился в распоряжении партийных органов в Курске, затем в городе Елец Орловской области (ныне в Липецкой области). После освобождения Шебекина занял прежнюю должность, руководил восстановительными работами в районе.
С декабря 1946 года в отпуске по состоянию здоровья.
Умер 24 апреля 1947 года. Похоронен в Шебекине у проходной машиностроительного завода на улице Октябрьской.

## Семья
- Мать — Прасковья Дмитриевна, 1878 года рождения.
- Жена — Прасковья Михайловна, 1905 года рождения.
- Дети: сын Вячеслав, дочери Люба и Лида.

## Награды
- Орден Трудового Красного Знамени (1935).
- Орден Красной Звезды.
- Орден Знак Почёта.
- Медаль «За боевые заслуги».
- Медаль «За доблестный труд в Великой Отечественной войне 1941—1945 гг.».
- Медаль «За победу над Германией в Великой Отечественной войне 1941—1945 гг.».